# Scoparia hassleriana
Scoparia hassleriana là một loài thực vật có hoa trong họ Mã đề. Loài này được Chodat miêu tả khoa học đầu tiên.